# Pé de Serra
Pé de Serra là một đô thị thuộc bang Bahia, Brasil. Đô thị này có diện tích 558,438 km², dân số năm 2007 là 10966 người, mật độ 19,6 người/km².